# Amaltheus
Genre
Amaltheus est un genre d'ammonites (mollusques céphalopodes éteints), de la famille des amalthéidés et de la sous-famille des amalthéinés.
Ce genre est caractéristique du sous-étage Pliensbachien supérieur, autrefois appelé Domérien, dans le Jurassique inférieur.

## Description
La coquille de l'animal est aplatie latéralement avec un carène tranchante (coquille de forme « oxycône ») ornée d'un motif « cordé » dit « funiliforme » (voir photo ci-contre) qui est la principale caractéristique du genre. Selon les différentes espèces du genre, les côtes latérales sont plus ou moins atténuées et la taille globale de la coquille varie.
L'« ammonite amalthée », espèce emblématique du genre, a été décrite pour la première fois par le naturaliste français Pierre Dénys de Montfort en 1808. C'est elle qui a donné son nom au genre Amaltheus et à la famille des Amaltheidae.

## Étymologie
Amaltheus fait référence à la nourrice de Zeus nommée Amalthée.

## Distribution
Le genre Amaltheus est largement représenté en Europe, en Afrique du Nord, au Caucase, en Sibérie et en Amérique du Nord. En France, c'est un genre d'ammonites très courant (Haute-Marne, Calvados, Indre, Poitou, Causses, ...
), dont les fossiles se présentent souvent sous forme pyritisée.

## Espèces
Parmi les espèces les plus connues du genre :
- Amaltheus margaritatus fossile-type de la zone à Margaritatus, première zone du Pliensbachien supérieur, subdivisée en trois sous-zones, de la plus ancienne à la plus récente :
  - Amaltheus stokesi (sous-zone à Stokesi),
  - Amaltheus subnodosus (sous-zone à Subnodosus),
  - Amaltheus gibbosus (sous-zone à Gibbosus) ;
- Amaltheus bifurcus,
- Amaltheus bondonniensis,
- Amaltheus salebrosum,
- Amaltheus viligaensis...

## Biostratigraphie
Les espèces du genre Amaltheus ont un rôle majeur dans la biozonation du Pliensbachien supérieur.